# Ostrów Krupski
Ostrów Krupski – wieś w Polsce położona w województwie lubelskim, w powiecie krasnostawskim, w gminie Krasnystaw.
W latach 1975–1998 miejscowość administracyjnie należała do województwa chełmskiego.
Wieś stanowi sołectwo gminy Krasnystaw. Według Narodowego Spisu Powszechnego (III 2011 r.) wieś liczyła 315 mieszkańców.
Wierni Kościoła rzymskokatolickiego należą do parafii Matki Bożej Częstochowskiej w Krupem.

## Historia
Ostrów (obecnie Ostrów Krupski) w końcu wieku XIX stanowił folwark w powiecie krasnostawskim, ówczesnej gminie Rudka, parafii Krasnystaw. Folwark posiadał 1684 mórg obszaru i wchodził w skład dóbr Krupe.

## Urodzeni w Ostrowiu
- Jan Zaprawa – pilot mechanik Wojska Polskiego, sierżant brytyjskich Królewskich Sił Powietrznych